# Karen Dotrice
Karen Dotrice (Bailía de Guernsey, Islas del Canal; 9 de noviembre de 1955) es una actriz británica conocida principalmente por su papel de Jane Banks en la adaptación cinematográfica de la serie literaria Mary Poppins, producida por Walt Disney Productions de 1964. 
Su trayectoria como actriz comenzó en los escenarios, continuando con roles en televisión y cine, para concluir con un breve período en el que se desempeñó como Desdémona en una producción del pre-Broadway de Otelo, en 1981. En 1984, Dotrice se retiró del mundo del espectáculo para centrarse en su vida como madre (aunque ha hecho apariciones breves en algunas series de televisión desde entonces); tiene tres hijos producto de dos matrimonios. En 2004, se la nombró una "Leyenda Disney".

## Biografía

### Primeros años

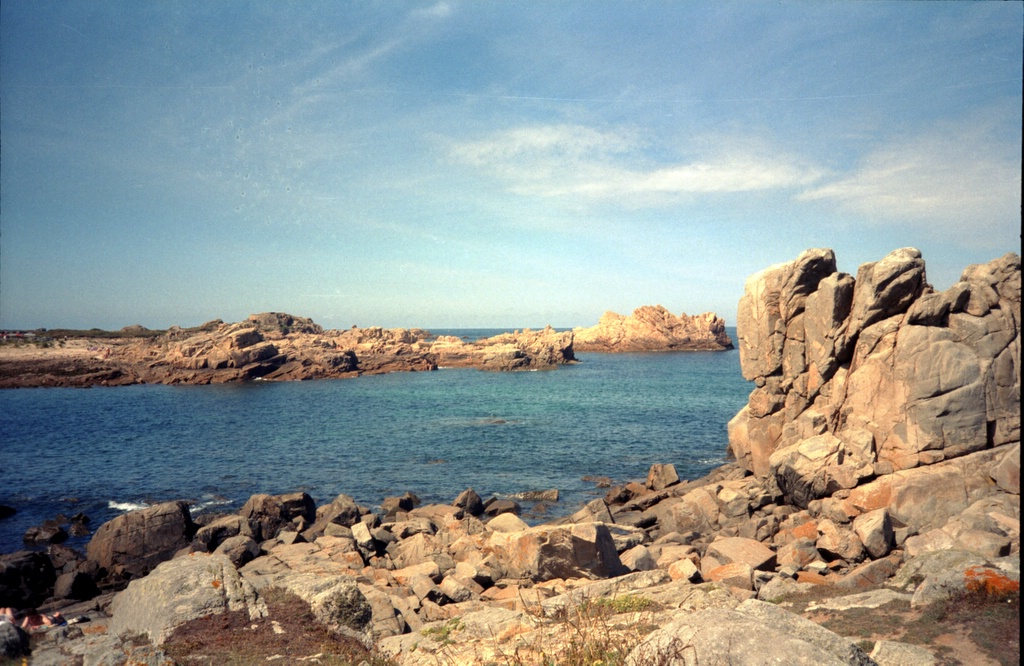
Paisaje de la Bailía de Guernsey, una de las Islas del Canal, en donde nació Dotrice.

Nacida en el seno de una familia dedicada al teatro, Dotrice es hija de Roy y Kay Dotrice, dos actores shakesperianos que se conocieron al actuar en producciones teatrales de repertorio en Inglaterra. Nació en las Islas del Canal, donde igualmente había nacido su padre. Tiene dos hermanas, Michele (nacida en 1948) e Yvette, las cuales también son actrices. Su padrino fue el actor Charles Laughton, quien contrajo matrimonio con Elsa Lanchester, actriz que tiene un breve papel en la película Mary Poppins.
Dotrice tenía solo dos años cuando su padre se unió al Shakespeare Memorial Theatre (más tarde, Royal Shakespeare Company, conocida también por las siglas RSC), en 1957, después de haberse mudado a Inglaterra. A la edad de cuatro años, hizo su debut sobre el escenario en la producción El círculo de tiza caucasiano de la RSC, dirigida por Bertolt Brecht. Allí, un empleado de The Walt Disney Company observó su actuación, decidiendo llevarla a Burbank, California, para que conociera en persona a Walt Disney.

### Cine

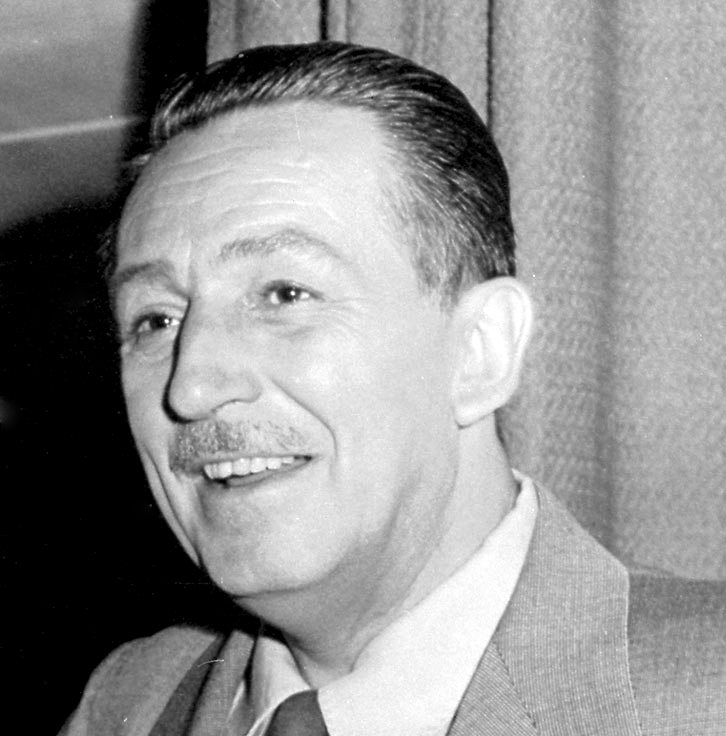
Retrato de Walt Disney, a quien Karen estimaba como una figura paterna mientras residía en Burbank (California).

Con ocho años, Dotrice fue contratada para aparecer en Las tres vidas de Thomasina (1964) como una niña, Mary McDhui, cuya relación con su padre mejora ante la reaparición mágica de su gata. De acuerdo a Howard Thompson, de The New York Times: "Dotrice es una niña atractiva pero poderosamente terca", concluyendo que "es muy malo que el Sr. Disney no tomara el ejemplo de Thomasina, una muñeca valiente de un animal con todas sus patas en el suelo. La cinta es poderosamente acogedora". Mientras ella estaba en California, su padre, en Inglaterra, interpretaba al El rey Lear y Walt Disney personalmente se ocupó de cuidar a la familia, a menudo hospedándolos en su casa de Palm Springs. Rápidamente, la pequeña Dotrice se encariñó con Disney llegando a estimarlo como una figura paterna. Inclusive, le decía afectuosamente "Tío Walt". En alguna ocasión, ella manifestó que la admiración era mutua: "Creo que a él en verdad le caían bien los niños ingleses. Estaba fascinado por el acento y la etiqueta. Y cuando me portaba muy inglesa y educada, él miraba con orgullo a esta niña pequeña que tenía tan buenos modales".
El historiador de cine Leonard Maltin dijo que Dotrice "se ganó a todos" con su interpretación en Las tres vidas de Thomasina, motivo que la llevó a ser contratada para asumir el papel de Jane Banks (junto con el coprotagonista de Thomasina Matthew Garber como su hermano, Michael) en Mary Poppins. La adaptación musical de Disney, en parte imagen real y en parte animación de los libros infantiles de Mary Poppins escritos por Pamela Lyndon Travers, fue protagonizada por David Tomlinson como un padre adicto al trabajo y Glynis Johns como una madre sufragista, quienes están muy ocupados como para pasar tiempo con sus hijos. Por ello, deciden contratar a una niñera (Julie Andrews) quien lleva a Jane y Michael a aventuras mágicas diseñadas para enseñarles, junto con sus padres, sobre la importancia de la familia. Mary Poppins se convirtió en el mayor éxito comercial de Disney hasta entonces y obtuvo cinco premios Óscar, convirtiendo a sus protagonistas en estrellas de talla mundial. Dotrice y Garber consiguieron la aclamación de la crítica especializada por su presencia natural en pantalla; el analista Bosley Crowther escribió: "los niños [...] son justo como deberían de ser", mientras que el autor Brian Sibley dijo: "esos jóvenes encantadores y fascinantes aportaron un centro maravilloso a la cinta". Ese mismo año, Dotrice interpretó la canción "The Perfect Nanny" para la banda sonora de la película.

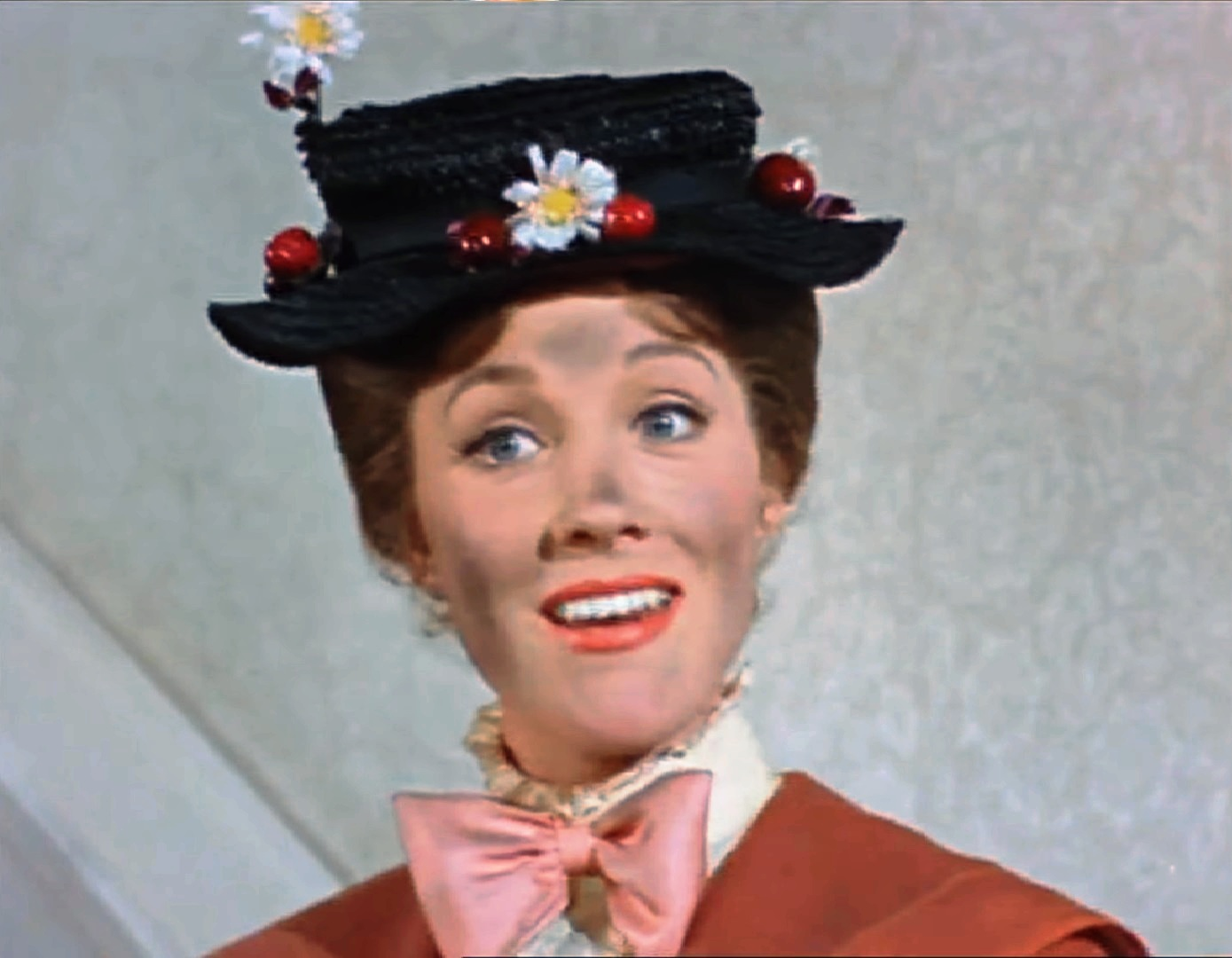
Su actuación en Thomasina le garantizó el papel de Jane Banks en la película Mary Poppins, donde Dotrice actuó al lado de Julie Andrews, protagonista de la misma.

Dotrice y Garber volvieron a aparecer juntos en El abuelo está loco (1967) como los nietos de un millonario magnate maderero que encuentra un bosque de gnomos, decidiendo ayudarlos para que estos no sigan muriendo. Protagonizada por Walter Brennan en un rol doble, El abuelo está loco no funcionó bien en taquilla, a pesar de haber contado con la pareja de niños que había participado en la exitosa Mary Poppins, siendo la última película en la que Dotrice apareció en su etapa infantil. 
Tras concluir El abuelo está loco, Dotrice y Garber dejaron de estar en contacto entre sí; en una entrevista con motivo del lanzamiento de la edición en DVD por el cuadragésimo aniversario del estreno de Mary Poppins, Dotrice recordó su reacción al enterarse de la muerte de Garber, en 1977: "Recuerdo que su madre, Margot, nos llamó por teléfono [...] para informarnos de que Matthew había muerto. Fue algo totalmente inesperado. [...] Desearía haber hablado por teléfono a lo largo de los años, o haberlo tratado más como un hermano; pero él está impreso de manera indeleble en nuestras mentes, es eterno [...] y una pequeña alma impresionante".
Dotrice apareció luego en la película Joseph Andrews (1977), basada en la novela de Henry Fielding, junto a Ann-Margret y Peter Firth, y en el thriller 39 escalones (1978), remake basado en la novela homónima de John Buchan, al lado de Robert Powell y John Mills, donde interpretaba a Alex Mackenzie. Fueron las únicas cintas en las que Dotrice apareció ya siendo adulta. De acuerdo a Allmovie, Dotrice interpretó en 39 escalones "a una heroína en peligro [que] era una mera invención de la versión de Hitchcock de 1935; la historia original de Buchan es exclusivamente sobre 'chicos y nada más'".

### Televisión

En la miniserie Napoleon and Love, sobre las distintas parejas románticas de Napoleón Bonaparte, Dotrice interpretó a Désirée Clary.

Dotrice apareció como Désirée Clary en la miniserie de televisión Napoleon and Love. La historia, con una duración de nueve horas y perteneciente al género dramático, relataba la serie de intereses amorosos de Napoleón Bonaparte y fue protagonizada por Ian Holm y Tim Curry.
En 1975, interpretó a la empleada doméstica Lily Hawkins en siete episodios de Arriba y abajo, pertenecientes a su quinta y última temporada. La producción, que trataba sobre la familia Bellamy, de la clase alta, así como de sus sirvientes en los primeros años del siglo XX, pasó a ser uno de los programas más populares producidos por London Weekend Television para ITV. Una similar recepción obtuvo en las audiencias estadounidenses del Masterpiece Theatre, llegando a ser "amada a través de la mayor parte del mundo".
Dotrice asumió el papel de Maria Beadnell en la miniserie Dickens of London (1976), en donde su padre actuó también como Charles Dickens. En 1978 hizo su última aparición en pantalla, interpretando a Jenny en la "Escenificación de la semana" de la BBC2 She Fell Among Thieves, protagonizada por Malcolm McDowell y Eileen Atkins. Su debut ocurrió el 5 de febrero de 1980 en Estados Unidos, como parte de la serie Mystery! de PBS. En 1991, se interpretó a sí misma en el capítulo "David Tomlinson" de la serie This Is Your Life.
En 2001, apareció nuevamente como ella misma en el programa televisivo Walt: The Man Behind the Myth, al igual que en Supercalifragilisticexpialidocious: The Making of 'Mary Poppins' (2004), The Story of Upstairs Downstairs (2005), Best Ever Family Films (2005), The 100 Greatest Family Films (2005), The Age of Believing: The Disney Live Action Classics (2008) y The Boys: The Sherman Brothers' Story (2009).

### Vida posterior

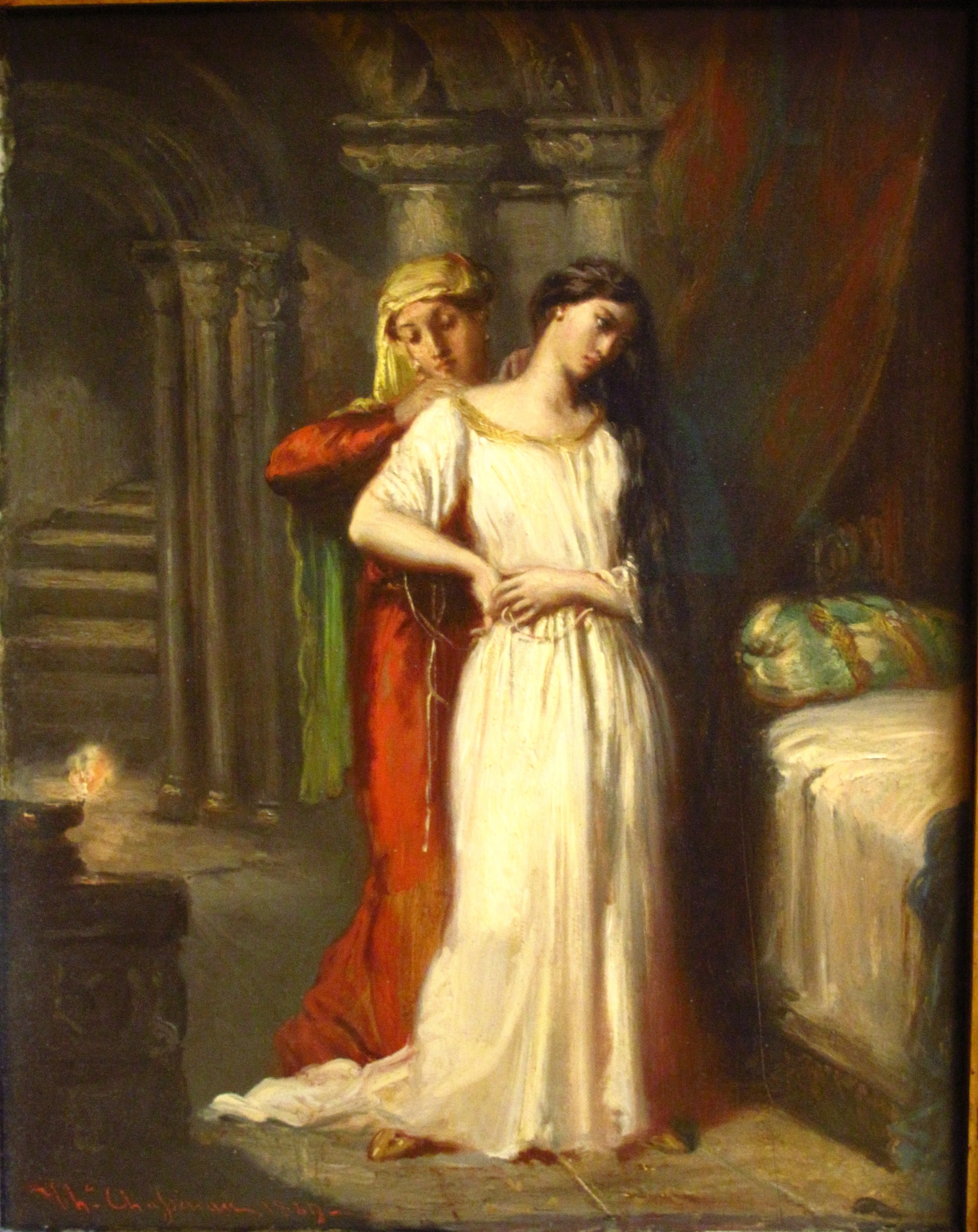
Desdemona, pintura al óleo sobre madera realizada en 1849 por el francés Théodore Chassériau.

En 1980, obtuvo un reconocimiento de Evening Standard British Film como "actriz nueva más prometedora". Al año siguiente, Dotrice tomó el papel de Desdémona en la producción de teatro de Otelo, del Warner Theatre, junto con James Earl Jones y Christopher Plummer. No obstante, los críticos comentaron que la interpretación de la actriz era "la única decepción seria" en el reparto; David Richards, de The Washington Post, escribió: "Dotrice no es Desdémona. Es una muñeca de Desdémona, que recita sus líneas con una voz delgada y aflautada que resulta acompañada a lo largo de la tragedia por una extraña somnolencia". Dianne Wiest asumió el mismo rol en la producción del año siguiente, sin embargo recibió críticas semejantes.
Tras retirarse de la actuación, Dotrice desapareció virtualmente de la vida pública, y trabajó en la galería de arte de un amigo. De 1986 a 1992 estuvo casada con el actor inglés Alex Hyde-White, con quien tuvo un hijo al que llamaron Garrick (nacido en 1990). En 1994 contrajo nuevas nupcias con el entonces ejecutivo de Universal Studios Edwin Nalle, con el que tuvo dos hijos más: Isabella (nacida en 1995) y Griffin (n. 1996). Asimismo, era cuñada del actor Edward Woodward y nuera de Wilfrid Hyde-White. En 2005, su hija Isabella hizo una aparición no acreditada en el capítulo "The Invincible Sword" de la serie de televisión de fantasía Young Blades, donde interpretó al personaje de Jacqueline en su etapa infantil.
En 2001 hizo una actuación de voz para un lanzamiento sing-along de Mary Poppins siendo entrevistada para el especial televisivo de la ABC, Walt: The Man Behind the Myth; no obstante, reiteró que no volvería a actuar en una película de nuevo. "Nunca regresaré" le dijo a la revista Hello! en 1995: "por lo que no tienen por qué crear inventos".
En 2004, Dotrice volvió al foco mediático en dos ocasiones: la primera, al ser nombrada "Leyenda Disney" en una ceremonia llevada a cabo en Burbank (en la que también Matthew Garber resultó honrado con un reconocimiento póstumo); y la otra, cuando dio una entrevista, así como un audiocomentario, para la edición del cuadragésimo aniversario del lanzamiento en formato DVD de Mary Poppins. Finalmente, en 2008 interpretó la canción "The Gnome-Mobile Song" para la banda sonora The Age of Believing: The Disney Live Action Classics, sin embargo su contribución no fue acreditada.

## Filmografía

### Películas
| Año  | Película                     | Personaje          | Sinopsis/Notas |
| ---- | ---------------------------- | ------------------ | --- |
| 1964 | The Three Lives of Thomasina | Mary McDhui        | Situada en una localidad escocesa en 1912, la historia se centra en Andrew MacDhui (Patrick McGoohan), un veterinario que tras la muerte de su esposa ha cerrado su corazón a la bondad y la empatía hacia sus pacientes animales y su única hija. Siendo entonces, esencialmente, una huérfana, Mary (Karen Dotrice) reencuentra el amor en su gata, Thomasina, hasta que una tragedia le ocurre al animal y su padre determina matarlo. Una tierna doncella (Susan Hampshire) encuentra a la gata y la cura con sus poderes mágicos. |
| 1964 | Mary Poppins                 | Jane Banks         | En el Londres de 1910 el padre de una rica familia burguesa contrata a Mary Poppins (Julie Andrews), quien cambiará la vida de la familia para siempre, sobre todo la de los pequeños Jane (Karen Dotrice) y Michael Banks (Matthew Garber), los cuales verán resueltos sus problemas gracias a las soluciones mágicas de Poppins. |
| 1967 | El abuelo está loco          | Elizabeth Winthrop | "Aunque podría ser una película de fantasía, es predominantemente una comedia alegre y divertida. Lo mismo puede decirse de la mayoría de las otras cintas en imagen real de Disney de los años 1960, y ésta no se siente muy diferente en tono (acompañado con una canción de los hermanos Sherman). Pero, si usara todos los elementos de una fórmula, lo haría de forma tan exitosa llegando al punto en el que no te dejarías llevar por sus similitudes con otras películas, sino por su esencia". — Ultimatedisney.com           |
| 1977 | Joseph Andrews               | Pamela             | "Joseph Andrews contiene más actuaciones grandiosas (y totalmente divertidas) que en ninguna otra cinta que haya visto en años. Es una de las pocas películas que te levanta el ánimo en verdad, no sólo por su buen humor sino porque el humor está estructurado con mucho ingenio y conciencia". - The New York Times |
| 1978 | 39 escalones                 | Alex Mackenzie     | El segundo de tres remakes de la obra original de Alfred Hitchcock de 1935. |
| 2018 | El regreso de Mary Poppins   | Cameo              | Mary Poppins regresa a ayudar a Jane y Michael de adultos. |

### Televisión
| Año  | Programa                      | Personaje        | Notas |
| ---- | ----------------------------- | ---------------- | --- |
| 1967 | Sir Arthur Conan Doyle        | Joven Vicky      | Apareció solo en el capítulo "Playing with Fire". |
| 1974 | Bellamira                     | Isabella         | |
| 1974 | Napoleon and Love             | Desirée Clary    | Solo en el capítulo "Rose". |
| 1975 | Arriba y abajo                | Lily Hawkins     | Apareció en un total de siete capítulos ("On with the Dance", "A Place in the World", "Laugh a Little Louder Please", "The Joy Ride", "An Old Flame", "Disillusion" y "Whither Shall I Wander?"). |
| 1976 | Dickens of London             | Maria Beadnell   | Apareció en los capítulos "Love" y "Success". |
| 1977 | The Princess and the Hedgehog | Princesa Ozyliza | |
| 1978 | BBC2 Play of the Week         | Jenny            | En el episodio "She Fell Among Thieves". |
| 1982 | Voyagers!                     | Marion           | En el capítulo "The Day the Rebs Took Lincoln". |
| 2005 | Young Blades                  | Maestra          | En el episodio "The Invincible Sword". |